# 托马斯·切赫
托马斯·罗伯特·切赫（英語：Thomas Robert Cech，1947年12月8日—），美国生物化学家，他與西德尼·奥尔特曼（Sidney Altman）因發現RNA的催化特性而分享1989诺贝尔化学奖。
切赫發現RNA本身可以切割RNA鏈，暗示生命可能是從RNA開始的。他發現RNA不僅可以傳送指令，還可以扮演催化劑的角色，加速必要的反應。
他也研究端粒，他的實驗室發現了一種酶TERT (端粒酶逆轉錄酶)，這種酶是端粒在細胞分裂過程中縮短後恢復端粒過程的一部分。
身為霍华德·休斯医学研究所 (Howard Hughes Medical Institute) 所長，他推動科學教育，並在科羅拉多大學 (University of Colorado) 教授本科化學課程。

## 研究
切赫的主要研究領域是細胞核內的轉錄過程。他研究DNA遺傳密碼如何轉錄成RNA。 1970年代，切赫在研究單細胞生物四膜蟲的RNA剪接時發現，未經加工的RNA分子可以進行自我剪接。 1982年，切赫首次證明RNA分子不僅限於作為遺傳訊息的被動載體，它們還可以具有催化功能，並能參與細胞反應。 RNA加工反應和核醣體上的蛋白質合成特別由RNA催化。 RNA酶被稱為核酶，為基因技術提供了一種新的工具。它們還具有提供新治療劑的潛力——例如，它們具有破壞和裂解入侵核糖核酸病毒的能力。
切赫的第二個研究領域是端粒，也就是保護染色體末端的結構。 DNA每次複製都會縮短端粒，因此必須再次延長。他研究端粒酶，這種酶可以複製端粒序列並使其延長。 端粒酶的活性位點蛋白亞基包括一類新的逆轉錄酶，這些酶以前被認為僅限於病毒和轉座因子。 90%的人類癌症中端粒酶被活化。因此，抑制其活性的藥物可能有助於治療癌症。

## 参看
- RNA世界學說
- 諾貝爾獎獲得者的公開信 (2022年)

## 外部鏈接
- Thomas Cech in Hyde Park Civilization on ČT24 26.12.2022 (moderator Daniel Stach)
- Tom Cech's Short Talk: "Discovering Ribozymes"
- Chemical and Engineering News
- 诺贝尔奖官方网站上的托马斯·切赫
- The Nobel Prize in Chemistry 1989: （页面存档备份，存于） Illustrated Presentation
- HHMI profile
- HHMI bio （页面存档备份，存于）
- HHMI Investigators bio
- The Official Site of Louisa Gross Horwitz Prize （页面存档备份，存于）